# Styczeń 2016

## 31 stycznia
- Zwycięzcami turniejów singlowych podczas wielkoszlemowego turnieju tenisowego Australian Open zostali: Niemka Angelique Kerber oraz Serb Novak Đoković[1][2].
- W finale rozgrywanych w Polsce mistrzostw Europy piłkarzy ręcznych Niemcy pokonały Hiszpanię 24:17. (eurohandball.com)
- Zakończyły się, rozgrywane w niemieckim Königssee, mistrzostwa świata w saneczkarstwie.

## 30 stycznia
- Podczas mityngu w Brockport Amerykanka Jennifer Suhr poprawiła własny halowy rekord świata w skoku o tyczce uzyskując 5,03 m. (iaaf.org)

## 24 stycznia
- W wyborach prezydenckich w Portugalii na urząd prezydenta został wybrany Marcelo Rebelo de Sousa. (dw.com)

## 22 stycznia
- Zgromadzenie Chorwackie udzieliło wotum zaufania rządowi, na czele którego stanął bezpartyjny menedżer Tihomir Orešković. (jutarnji.hr)

## 17 stycznia
- Zakończyły się, rozgrywane w austriackim Tauplitz/Bad Mitterndorf, mistrzostwa świata w lotach narciarskich. Złote medale zdobyli: Słoweniec Peter Prevc oraz drużyna Norwegii (Anders Fannemel, Johann André Forfang, Daniel-André Tande i Kenneth Gangnes). (fis-ski.com, fis-ski.com)

## 16 stycznia
- Tsai Ing-wen wygrała wybory prezydenckie na Tajwanie, zostając tym samym pierwszą kobietą na tym stanowisku. (wyborcza.pl)
- Zakończenie 37. edycji Rajdu Dakar[3].
- Odkryto najrozleglejszy układ planetarny, w którym obiekt 2MASS J21265040−8140293 znajduje się ok. biliona kilometrów od okrążanej przez niego gwiazdy TYC 9486-927-1. (urania.edu.pl, ras.org.uk)

## 15 stycznia
- Minęło piętnaście lat od uruchomienia Wikipedii. (wikipedia.org)
- Podczas zamachów terrorystycznych do jakich doszło w Wagadugu zginęło co najmniej 28 osób. (bbc.com)

## 14 stycznia
- Co najmniej 14 osób zginęło, a 27 zostało rannych w nocnej katastrofie autokaru turystycznego w środkowej Japonii. Autokar wypadł z górskiej drogi i stoczył się po zboczu. (tvn24.pl)

## 13 stycznia
- Nagrodę Pritzkera – najważniejszą coroczną nagrodę w architekturze – otrzymał Chilijczyk Alejandro Aravena. (wyborcza.pl)

## 12 stycznia
- 10 osób zginęło, zaś 15 zostało rannych w zamachu terrorystycznym przeprowadzonym przez Państwo Islamskie w Stambule. (Reuters)

## 10 stycznia
- Reprezentanci Norwegii – Therese Johaug i Martin Johnsrud Sundby zwyciężyli w rozgrywanym w Szwajcarii, Niemczech oraz Włoszech prestiżowym Tour de Ski, wieloetapowych zawodach w biegach narciarskich. (fis-ski.com, fis-ski.com)
- Czeszka Martina Sáblíková i Holender Sven Kramer zwyciężyli w rozegranych w Mińsku mistrzostwach Europy w łyżwiarstwie szybkim w wieloboju. (isuresults.eu, isuresults.eu)
- Zmarł David Bowie, brytyjski piosenkarz, kompozytor i aktor. (reuters.com)
- W Los Angeles odbyła się 73. ceremonia wręczenia Złotych Globów. (tvn24.pl)

## 9 stycznia
- Reprezentanci Australii ("Green" – Darja Gawriłowa i Nick Kyrgios) zwyciężyli w 28. edycji Pucharu Hopmana, turnieju uznawanego za nieoficjalne mistrzostwa świata tenisowych zespołów mieszanych. (sportowefakty.wp.pl)
- W 81. Plebiscycie Przeglądu Sportowego na najlepszych sportowców Polski triumfował piłkarz Bayernu Monachium i reprezentacji Polski – Robert Lewandowski, wyprzedzając mistrzynię i rekordzistkę świata w rzucie młotem – Anitę Włodarczyk. (tvp.info)

## 8 stycznia
- Minister skarbu – Dawid Jackiewicz powołał Jacka Kurskiego na stanowisko prezesa Telewizji Polskiej. (polskieradio.pl)
- Meksykański boss narkotykowy – Joaquín Guzmán Loera, ps. "El Chapo" – pół roku po ucieczce z pilnie strzeżonego więzienia został schwytany w Los Mochis[4].

## 6 stycznia
- Próba jądrowa w Korei Północnej. (theguardian.com)
- Słoweniec Peter Prevc triumfował w rozegranym w Niemczech i Austrii Turnieju Czterech Skoczni. (fis-ski.com)

## 2 stycznia
- W Arabii Saudyjskiej za udział w protestach podczas arabskiej wiosny w 2011 zostało straconych 47 osób, w tym Nimr an-Nimr (aljazeera.com)

## 1 stycznia
- Siedliszcze, Urzędów, Lubycza Królewska i Jaraczewo uzyskały status miast (Dz.U. 2015 poz. 1083)
- Stargard Szczeciński zmienił nazwę na Stargard (Dz.U. 2015 poz. 1083)